# BiDiBLAH
BiDiBLAH is software voor het besturingssysteem Windows die in 2005 is uitgebracht door de organisatie SensePost en die gebruikt wordt voor de beveiliging van computers en netwerken.
Het pakket doet onder meer het werk voordat een computer of netwerk op kwetsbaarheden wordt gecontroleerd, het inwinnen van informatie over de computer of het netwerk, wat in het Engels reconnaissance wordt genoemd. Hierbij wordt bepaald welke systemen zich in een netwerk bevinden, wat de besturingssystemen ervan zijn en welke diensten zij aanbieden. Voor deze reconnaissance wordt onder meer gebruikgemaakt van Google, met behulp van de Google API. Vooral het in kaart kunnen brengen van netwerken van grote bedrijven, waarbij het detecteren van iedere computer en Access Point van belang was, was de reden om BiDiBLAH te ontwikkelen. Hiermee werden handmatige handelingen die bij de reconnaissance werden uitgevoerd geautomatiseerd. Buiten de reconnaissance die BiDiBLAH doet, voert het ook penetration tests uit, door gebruik te maken van andere softwarepakketten. Hiermee worden dus kwetsbaarheden in computers en netwerken aan het licht gebracht.
Voor BiDiBLAH is de installatie van het .NET framework 2 noodzakelijk. Verder is deze software in staat, met Nessus samen te werken om kwetsbaarheden in computers en netwerken te detecteren, alsmede met Metasploit. Verder kan het pakket ook met Google Hack scripts van SensePost zelf samenwerken. Indien BiDiBLAH met Nessus samenwerkt, wordt van een login op een Nessus server gebruikgemaakt.
In 2012 werd de ontwikkeling en ondersteuning van deze software beëindigd, en werd aangekondigd dat het softwarepakket Yeti dit zal gaan vervangen. Een van de voordelen van Yeti is, dat het in de programmeertaal Java geschreven is, waardoor het op veel meer besturingssystemen gebruikt kan worden.